# Christine Nöstlinger

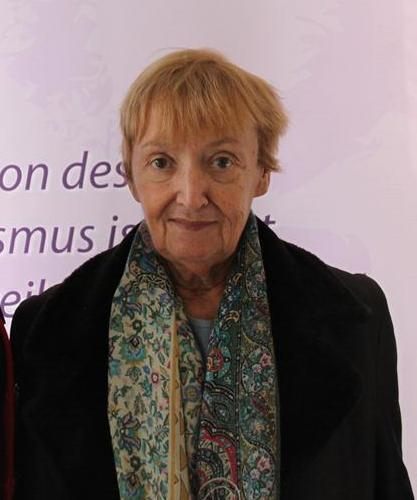
Christine Nöstlinger

Christine Nöstlinger (Vienna, 13 ottobre 1936 – Vienna, 28 giugno 2018) è stata una scrittrice e illustratrice austriaca, conosciuta soprattutto per i suoi romanzi per l'infanzia.

## Biografia
Vivace e molto ribelle già da piccola, era figlia di una famiglia di lavoratori  (il padre ebbe molti problemi sotto l'occupazione nazista, per via della sua militanza nel partito socialista). Studiò all'Accademia di Belle Arti e iniziò ad insegnare Storia dell'Arte alle scuole superiori; resasi però conto che non sarebbe mai diventata una vera pittrice, si licenziò e decise di sposarsi e di dare alla luce le sue due figlie. Successivamente iniziò a lavorare come giornalista e a raccontare storie, inizialmente per raccontarle alle sue bambine. Scrisse principalmente romanzi per ragazzi - dove affrontò temi delicati come quelli del razzismo, del bisogno e dell'esclusione, in una prospettiva quindi sempre antiautoritaria - ma fu anche autrice televisiva e radiofonica. Alcune sue opere furono illustrate da lei stessa. Nel 1984 vinse anche il premio Hans Christian Andersen.
Fra i tanti riconoscimenti ricevuti, il più prestigioso riconoscimento internazionale è la Medaglia Hans Christian Andersen, ricevuta nel 1984.
Nel 1987 vinse il Premio Cento per Il Wauga.
Scrisse anche una divertente e a tratti drammatica opera autobiografica, sulla sua infanzia a Vienna durante la guerra, intitolata Il nonno segreto.

## Opere pubblicate in Italia
- Il bambino sottovuoto, Salani 1989, Garzanti 1995, Salani 1996 - 2007
- Il nonno segreto, Einaudi
- Gianni, Giulia e Geronimo, Il Capitello
- Mini e la festa in maschera, Panini
- Che m'importa di re Cetriolo, Salani
- Il giramondo, Nuove Edizioni Romane 1989
- L'invenzione del signor Bat(man), Salani 1989 - 2004
- Il Wauga, Salani 1990
- Ma che nano ti salta in testa, Salani 1990 - 2002, Garzanti 1996, Einaudi 2005
- Nuovo Pinocchio, Nuove Edizioni Romane 1991 - 2002
- Due settimane in maggio, Mondadori 1991
- Cara Susi. Caro Paul, Piemme 1992
- Diario segreto di Susi. Diario segreto di Paul, Piemme 1992
- La cantina magica, Salani 1993 - 2000
- Hugo. Il bambino nel fiore degli anni, Salani 1993
- Storie del piccolo Franz, Piemme 1993
- Anna è furiosa, Piemme 1993
- Come due gocce d'acqua, Einaudi 1994 - 1999
- Occhio al professore!, Giunti 1994 - 1998 - 2003 - 2007
- Un gatto non è un cuscino, Piemme 1994
- Mini sei grande!, Panini 1994
- Mini va a scuola, Panini 1994
- Mini e Mizzi, Panini 1994
- Scambio con l'inglese, Piemme 1994
- Mini va in vacanza, Panini 1995
- Cara nonna, la tua Susi, Piemme 1995
- Furto a scuola, Piemme 1995
- Angelo custode cercasi, Panini 1995 - 1997
- Mamma e papà, me ne vado, Einaudi 1995 - 1999
- Lollipop, Il Capitello 1996
- Mini donna di casa, Panini 1996
- Mini va a sciare, Panini 1996
- La vera Susi, Piemme 1996
- Zac-Tv, Salani 1996 - 2000
- La famiglia Cercaguai, Einaudi 1996 - 2001
- Guarda che viene l'uomo nero!, Piemme 1996
- Due settimane in maggio, Mondadori 1997
- Ora di crescere, Bompiani 1997, Fabbri 1999 - 2003
- Che stress!, Salani 1997 - 2006
- Anch'io ho un papà, Einaudi 1997 - 2000 - 2001
- Lunedì è tutta un'altra cosa, Bompiani 1998
- Due casi disperati, Bompiani 1999, Fabbri 2002
- Federica rossofuoco, Einaudi 1998
- Mini non è una fifona, Panini 1998
- Willi e la paura, Fabbri 2001
- Buon Natale, Gesù Bambino!, Bompiani, Fabbri 2001
- Bonsai, Salani 1999 - 2005
- L'hai fatta grossa Belzebik, Piemme 2000
- Mini e la prima cotta, Panini 2000
- Il lunedì è tutt'un'altra cosa, Fabbri 2000
- Mini compie gli anni, Panini 2002
- Storie della storia del pinguino, Fabbri 2002
- Elefanti bianchi, palloncini rossi, Salani 2002
- Le avventure nel bosco di Tato Tasso, Einaudi 2004
- Lilli superstar, Einaudi 2005
- Ora di crescere
- Rosa Riedl, fantasma custode, LNF Junior 2020